# M4 Mostviertelfernsehen

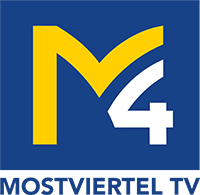
M4 neues Logo

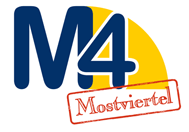
M4 altes Logo

M4TV war ein privater Fernsehsender aus und für das niederösterreichische Mostviertel mit Sitz in Amstetten.

## Geschichte
Im Oktober 2000 gründete Maximilian Wirth den Sender unter dem Namen Mostviertel-Kanal. Das Programm wurde im Kabelnetz von Amstetten ausgestrahlt. Nach und nach wurden weitere Gebiete erschlossen (Hausmening, Kemanten an der Ybbs, Waidhofden an der Ybbs, Wieselburg, Ybbs, Pöchlarn, Grein, Gaflenz, Weyer u. v. m.).
Die technische Reichweite betrug rund 1 Mio. Zuseher (empfangbar über regionale TV-Kabelnetze im Mostviertel, DVB-T, KabelPLUS, LIWEST und A1-TV). M4TV ging jeden Donnerstag mit rund 60 Minuten neu produziertem Material auf Sendung. Durch die stündliche Wiederholung wurde das Programm 168 Mal pro Woche ausgestrahlt. Gleichzeitig wurde das gesamte Programm via Livestream auf der Homepage www.m4tv.at gezeigt. Außerdem betrieb der Sender einen YouTube-Kanal.
Im Oktober 2022 wurde der Sender an Andreas Punz verkauft, der seit 2021 GemeindeTV betreibt, mit dem M4TV fusioniert wurde.

## Kritik
„Die  Kommunikationsbehörde  Austria hat im Rahmen ihrer Rechtsaufsicht über private Rundfunkveranstalter Folgendes festgestellt: Die Wirt  GmbH  hat  am  22.09.2016 zwischen 18:00 und 19:00 Uhr in der Sendung „Mostviertel  Fernsehen“ unzulässige Produktplatzierungen ausgestrahlt. Weiters wurde im  Rahmen eines Beitrages Werbung ausgestrahlt, die nicht leicht als solche erkennbar war. Zudem wurde die Trennung dieser Werbung vom sonstigen Programm unterlassen. Darüber hinaus wurden Produktplatzierungen ausgestrahlt, die das Produkt zu stark herausgestellt haben und die nicht ordnungsgemäß gekennzeichnet waren. Dadurch wurde mehrfach gegen einschlägige gesetzliche Werbebestimmungen verstoßen.“

## Belege
1. ↑  Lizenzen für lokales Digital-TV über Antenne vergeben derstandard.at vom 8. Dezember 2008.
2. ↑  M4TV: Nach 22 Jahren klinkt sich Max Wirth aus. Abgerufen am 17. Juli 2023.
3. ↑  Fusion zweier regionaler TV-Sender im Mostviertel. 28. Oktober 2022, abgerufen am 17. Juli 2023.
4. ↑  Andreas Punz übernimmt M4TV. 25. Oktober 2022, abgerufen am 17. Juli 2023.